# تشارلز دانيلز
تشارلز دانيلز (بالإنجليزية: Charles Daniels)‏ هو مغني بريطاني، ولد في 1960 في سالزبوري في المملكة المتحدة.

## وصلات خارجية
- تشارلز دانيلز على موقع IMDb (الإنجليزية)
- تشارلز دانيلز على موقع ميوزك برينز (الإنجليزية)
- تشارلز دانيلز على موقع أول ميوزيك (الإنجليزية)
- تشارلز دانيلز على موقع ديسكوغز (الإنجليزية)